# Tiago Fernandes
Tiago Fernandes (ur. 29 stycznia 1993 w Maceió) – brazylijski tenisista.

## Kariera tenisowa
W styczniu 2010 roku wygrał juniorską edycję Australian Open, po wygranej w finale z Seanem Bermanem. W klasyfikacji juniorów najwyżej był na 1. pozycji w kwietniu 2010 roku. Tego samego roku Brazylijczyk rozpoczął karierę zawodową, którą zakończył w maju 2014 roku.
W rankingu singlowym wśród seniorów najwyżej sklasyfikowany był w sierpniu 2011 roku, na 371. miejscu, zaś w klasyfikacji gry podwójnej na 583. pozycji w styczniu 2011 roku.

### Finały juniorskich turniejów wielkoszlemowych

#### Gra pojedyncza (1–0)
| Końcowy wynik | Nr | Data | Turniej                    | Nawierzchnia | Przeciwnik  | Wynik finału |
| ------------- | -- | ---- | -------------------------- | ------------ | ----------- | ------------ |
| Zwycięzca     | 1. | 2010 | Australian Open, Melbourne | Twarda       | Sean Berman | 7:5, 6:3     |